# B'z Party
B'z Party是B'z的官方粉絲俱樂部。本部位於東京都港區六本木。
會員編號1號與2號是成員的松本孝弘與稻葉浩志。目前，會員累計超過70萬人（包含休眠狀態會員）。

## 會員優惠
根據參照官方網站。
- 發送原創會員卡（刻印序號NO.&姓名）
- 贈送入會・續會紀念品
- 發送會報誌（每年4次/3,6,9,12月末發行）
- 發送賀卡（Birthday Card、Summer Greeting Card、X'mas Card 3種）
- 優先預約音樂會門票
- 販售月曆等，原創周邊商品
- 發送僅會員可瀏覽、訪問粉絲俱樂部WEB網站的ID・密碼
- 撥號使用會員專用情報（2017年5月31日結束。此外，每年自1月1日起數日間，可視聽到成員2人的年初問候）

## 粉絲俱樂部會員證
粉絲俱樂部會員證亦可選擇附加信用卡機能（18歲以上）的會員證（VERMILLION CARD）。持有本卡，將可自動扣繳粉絲俱樂部年會費。此外，在粉絲俱樂部網站上的B'z Party Store購買商品時，將可用信用卡點數支付。此外，在演唱會會場上的周邊販售區，根據公演的不同會設有VERMILLION CARD專用通道。在門票抽選上，亦存在VERMILLION CARD先行抽選，儘管根據巡演的不同，會因有無或時期而異，但基本上比任何門票抽選都最快進行。

## 會報誌
每年發行4次自1988年12月從Vol.000開始創刊的會報誌「Be with!」（「be With!」「Be+wiZ」等，名稱根據時期略有不同）。現為全彩，自2000年6月起發行的會報誌頁數亦超過了50頁。
主要目次為
- 成員2人的長篇訪談
- 來自會員向成員2人提問的一問一答（每號10問。回答以成員的手寫字刊登）
- 會員的寫真
- 來自會員投稿的插畫＆留言

等等
此外，作為特集報導，在巡演剛結束等情況下，通常會刊登後台報告、錄音現場報告、拍攝PV的報告等。
演唱會前後會隨信附上周邊商品傳單，使之可通過郵購購買到周邊商品。演唱會結束後隨信附上的傳單，使之亦可購得在演唱會會場並未販售的工作人員T恤。此外，過去的周邊商品只要同時尚有庫存，便即可購買。

## 優先預約音樂會門票
此為與其他藝人的粉絲俱樂部同樣的優惠，演唱會門票的優先預約權。不過，由於公演日期與時刻徹底為抽選制，因此必定無法獲得稱心如意的公演門票。此外，在小型音樂廳公演或當地粉絲優先的地方公演等情況下，實施抽選販售的情況居多。此外，諸如於出演SUMMER SONIC這樣的活動等，公演營運與B'z網站無關的情況下，亦會有不實施辦理抽選販售的情況。

## 關於電視節目觀覽募集
從前一概沒有B'z所出演電視的音樂節目現場觀覽募集，從前在粉絲俱樂部會明言「不實施電視節目觀覽募集」，因此無法去到他們所難得出演的『MUSIC STATION SPECIAL SUPERLIVE』等，但自2014年的『MUSIC STATION SPECIAL SUPERLIVE』開始變得實施觀覽。

## 粉絲俱樂部WEB網站
2002年10月21日，公開會員專用WEB網站 （页面存档备份，存于）。在工作人員日記中，會書寫包含成員現況等。此外，雖然僅是些微，但亦可閱覽到會報過期號的部分頁數。2004年12月8日，公開粉絲俱樂部周邊商品專用WEB網站「B'z Party Store」。開始販售會報過期號或粉絲俱樂部的原創周邊商品。在粉絲俱樂部所販售的周邊商品變得皆可通過WEB購買。

## MEET&GREET
自1999年的「Brotherhood」巡演起開始的企劃。通過從優先預約門票者之中抽選中獎者，在正式開場前可與成員見面，合照並交談。這是海外藝人經常舉行的企劃，松本以「由於日本沒有像這樣的習慣，因此想多加引進推廣這些優點。」為構想啟動。參加人數會因各巡演及會場規模而異，原則上1會場最多為10人左右。再者，本企劃無舉行在SHOWCASE。此外，2006年的「MONSTER'S GARAGE」巡演，由於舉辦了粉絲俱樂部活動「Treasure Land」，而未舉行本企劃。

## 粉絲俱樂部活動
過去，由粉絲俱樂部主辦並舉行的活動。
B'z PARTY #01
首次粉絲俱樂部活動。於1990年4月在六本木與名古屋、大阪3地舉行。參加人數約900人。
在俱樂部會場舉辦了對B'z兩人的提問環節及猜謎大會等活動，在迷你演唱會上以原音樂版本披露了「GUITAR KIDS RHAPSODY」與「『いちご白書』をもう一度」。
B'z PARTY in HAWAII
於1991年9月12日〜17日在夏威夷舉行了5天4夜的日程。參加人數約350人。
B'z成員亦參與了第3日，舉行了躲避球大賽及舞會、發行前的專輯『IN THE LIFE』試聽會等活動。
B'z VIDEO-GYM #01
於1993年11月〜12月在日本全國22地的會場舉行。參加人數約45,000人。
舉行了截至1988年到1993年的後台及排練風景等紀錄片收錄影像之放映、服裝及歌詞等展示會。
B'z VIDEO-GYM #02
於1996年11月～1997年2月在日本全國47地的會場舉行。參加人數約14萬2,000人。
舉行了截至1994年到1996年的後台及排練風景等紀錄片收錄影像之放映、服裝及歌詞等展示會。
B'z Treasure Land
與2006年的「MONSTER'S GARAGE」巡演同時舉行，舉辦在5大巨蛋附近的特設會場。
舉行了截至1997年到2006年的後台及排練風景等紀錄片收錄影像之放映、服裝及歌詞等展示會。
B'z PARTY Presents Pleasure in Hawaii
於2018年9月28日～9月29日在夏威夷舉行。參加人數約2,000人。
睽違約27年舉辦在夏威夷，並且B'z成員亦會參與活動。
首日舉辦了談話活動，第2日舉辦了演唱會，僅第2日的演唱會模樣在日本全國47都道府縣的電影院實施了現場直播（Live Viewing）。

## B'z Club-Gym
2017年4月成立。免費註冊。
在官方網站上將其介紹為『一個幫助您了解B'z的WEB網站』（B'zを知りたいきもちが集まるWEBサイト），實施以電子郵件發送音樂會及門票販售情報、發行・媒體出演情報等。與B'z Party的差別在於沒有會員證或會報等，但亦有實施Club-Gym専用的門票先行販售等等。此外，由於B'z Party會員專用的門票抽選亦會在Club-Gym實施，因此B'z Party會員勢必需要註冊Club-Gym。

## 腳註

### 出典
1. 1 2 3 4 5  . B'z PARTY.   [2020-01-10]. （原始内容存档于2019-12-19） （日语）.
2. ↑  . BARKS（日语：BARKS） (JAPAN MUSIC NETWORK株式會社). 2018-07-02  [2019-11-15]. （原始内容存档于2019-08-11） （日语）.
3. ↑  . B'z PARTY.   [2017-04-19]. （原始内容存档于2017-04-20） （日语）.

## 外部連結
- B'z Official Website （页面存档备份，存于）
- B'z PARTY OFFICIAL WEB SITE （页面存档备份，存于） - 僅會員可訪問
- B'z Club-Gym （页面存档备份，存于）